# Terka Jablonowska
Terka Jablonowska, née le 8 septembre 1863 à Turin et morte le 21 juin 1910 à Paris, est une peintre polonaise.

## Biographie
Maria Teresa Wirginia Klotylda Jabłonowska est la fille du prince Karol Władisław Jabłonowski (1834-1882) et de Louise Françoise de Mohr (1839-1888).
En 1887, elle épouse à Paris Maurice Bernhardt, Alfred Stevens est témoin du mariage.
Élève de Tony Robert-Fleury, de Jules Lefebvre, de Gustave Boulanger, de William Bouguereau et de Félix-Henri Giacomotti, elle expose au Salon de 1885 à 1900.
En 1892, considérant que sa fortune personnelle est en péril, elle requiert auprès du tribunal une séparation de biens.
Elle meurt à l'âge de 46 ans à son domicile du Boulevard Lannes. Sarah Bernhardt interrompt sa tournée pour rendre les derniers devoirs à sa bru. Elle est inhumée au cimetière du Père-Lachaise.

## Participation aux Salons parisiens
- Rêverie, au Salon de 1885
- Portrait de ma mère, au Salon de 1886
- Portrait de Mme G., au Salon de 1900